# Espais de Llum
Espais de Llum (que significa Espacios de Luz en catalán) es un conjunto de exposiciones sobre arte y patrimonio valenciano organizado por la fundación La Luz de las Imágenes celebradas a finales de 2008. Se celebra conjuntamente en tres sedes ubicadas a su vez en tres localidades castellonenses, Burriana y Villarreal en la Plana Baja y Castellón de la Plana en la Plana Alta. Las exposiciones tienen lugar en los templos más representativos e importantes de estas localidades, la Iglesia de El Salvador de Burriana, la Iglesia arciprestal de San Jaime de Villarreal, y la Concatedral de Santa María de Castellón.

## Antecedentes
La Fundación de La Luz de las Imágenes lleva organizando exposiciones desde 1999. Se trata de exposiciones de arte y patrimonio religioso valenciano. Anteriormente ya se habían llevado a cabo dos exposiciones en la provincia de Castellón: en 2001 tuvo lugar en Segorbe (Alto Palancia) la exposición Desconocida-admirable, que recibió unos 200.000 visitantes, y en 2005, San Mateo, junto a Traiguera y Peñíscola (Bajo Maestrazgo), la exposición Paisajes Sagrados, que fue visitada por más de 500.000 personas.

## Preparativos
La Fundación La Luz de las Imágenes eligió las tres sedes, Burriana, Castellón y Villarreal, y el tema y lema de la exposición, Espais de Llum, y el 20 de junio de 2008 se comunicó el resultado a los tres comisarios de la exposición. Los tres elegidos fueron el arquitecto de Castellón Jaime Sanahuja, Pere Saborit en el puesto de comisario eclesiástico, y como comisario adjunto se eligió al historiador y conservador de la Diócesis de Segorbe-Castellón David Montolío. Los comisarios fueron los responsables de la restauración de los bienes muebles, que se llevaron a los talleres que tiene el Patronato y donde desde 1999 se llevan a cabo los trabajos de restauración de las piezas.
Los tres comisarios tuvieron ,en primer lugar, que elaborar una lista de las piezas a restaurar.
También se restauraron bienes inmuebles. La restauración de los tres templos en los que se llevó a cabo la exposición corrió a cargo de la Fundación.

### Burriana
La localidad trabajó para mejorar el aspecto de la Plaza Mayor de la localidad, en la que se sitúa la Iglesia Parroquial del Salvador, sede de la exposición, retirando los contendores de deshechos e instalando ocho nuevos bancos. Además quedó prohibido aparcar coches en la misma.

### Villarreal
El ayuntamiento de Villarreal intentó que la exposición fuera un atractivo turístico para la localidad y atrajera visitantes que también se interesaran por otros aspectos de la población. Así, la Concejalía de Turismo trabajó para intentar atraer a visitantes, por lo que se puso en contacto con parroquias, asociaciones y agencias de viaje. También se quiso promocionar los restaurantes y alojamientos de la ciudad, para lo que se editaron folletos informativos al respecto.
Entre las medidas adoptadas se preparó unas zonas de aparcamiento para autobuses en dos zonas de la localidad, y se contrató un «tren turístico» para visitar la localidad y que llegaba hasta el Ermitorio de la Virgen de Gracia.

### Castellón
La exposición supone el espaldarazo definitivo a la finalización de la Concatedral.
Al principio, iba a acompañarse de la reforma de la Plaza Mayor, pero luego se aplazó el proyecto para mediados del mes de noviembre o principios de diciembre.